# Radman Al Awad (huyện)
Huyện Radman Al Awad là một huyện thuộc tỉnh Al Bayda', Yemen. Đến thời điểm năm 2003, huyện này có dân số 20150 người